# 石準規
石 準規（ソク・チュンギュ、朝鮮語: 석준규、1933年10月6日 - 2001年3月2日）は、大韓民国の実業家、政治家。第13代韓国国会議員。本貫は忠州（洪州）石氏。号は静岩（チョンアム、정암/靜岩）。

## 経歴
東亜大学校政治学科・同校大学院卒。釜山油脂化学工業社長を務めた後、民主党釜山慶南支部幹部、民族統一釜山市西区協議会長、釜山市市政諮問委員、釜山地方法院調停委員などを務めた。統一民主党所属の全国区国会議員当選後は国会保社委員・商工委員・予決特別委員を歴任した。2001年3月2日に釜山市内の病院で死去。享年69。